# مارتین دوبراوکا
مارتین دوبراوکا (اسلواکی: Martin Dúbravka؛ زادهٔ ۱۵ ژانویهٔ ۱۹۸۹) بازیکن فوتبال اهل اسلواکی است که برای باشگاه فوتبال نیوکاسل یونایتد بازی می‌کند.
از باشگاه‌هایی که در آن بازی کرده‌است می‌توان به ژیلینا، اسلوان لیبرتس، اسپارتا پراگ، منچستر یونایتد و نیوکاسل یونایتد اشاره کرد.
وی همچنین در تیم‌های ملی فوتبال زیر ۱۹ سال اسلواکی، زیر ۲۱ سال اسلواکی و اسلواکی بازی کرده‌است.

## عملکرد باشگاهی

### نیوکاسل یونایتد
در سال ۲۰۱۸ مارتین دوبراوکا از اسپارتا پراگ به نیوکاسل یونایتد پیوست.

### منچستر یونایتد
در تاریخ ۱ سپتامبر ۲۰۲۲ این بازیکن با قراردادی قرضی به منچستر یونایتد پیوست.

## افتخارات

#### ژیلینا
- لیگ برتر فوتبال اسلواکی: ۲۰۱۰–۲۰۰۹، ۲۰۱۲–۲۰۱۱
- سوپر جام فوتبال اسلواکی: ۲۰۱۰

#### منچستر یونایتد
- جام اتحادیه انگلستان: ۲۳–۲۰۲۲

افتخارات شخصی
- بهترین بازیکن سال نیوکاسل یونایتد: ۲۰–۲۰۱۹